# Statuia zeiței Diana din Băile Herculane
Statuia zeiței Diana din Băile Herculane este un monument istoric aflat pe teritoriul orașului Băile Herculane.